# Atletismo nos Jogos Pan-Americanos de 1999 - Heptatlo feminino
A prova do heptatlo feminino nos Jogos Pan-Americanos de 1999 foi realizada em 27 e 28 de julho de 1999. 

## Medalhistas
| Ouro                    | Prata                             | Bronze                           |
| Magalys García CUB Cuba | Shelia Burrell USA Estados Unidos | Nicole Haynes USA Estados Unidos |

## Resultados
| Posição           | Atleta               | Nacionalidade      | 100m b | SA   | AP    | 200m  | SD   | LM    | 800m    | Pontos | Notas |
| ----------------- | -------------------- | ------------------ | ------ | ---- | ----- | ----- | ---- | ----- | ------- | ------ | ----- |
| Medalha de ouro   | Magalys García       | CUB Cuba           | 13.47  | 1.70 | 14.02 | 23.89 | 5.87 | 51.05 | 2:14.22 | 6290   | PR    |
| Medalha de prata  | Shelia Burrell       | USA Estados Unidos | 13.45  | 1.67 | 13.09 | 23.32 | 5.87 | 47.56 | 2:11.19 | 6244   |       |
| Medalha de bronze | Nicole Haynes        | USA Estados Unidos | 14.20  | 1.79 | 14.80 | 25.17 | 5.89 | 40.12 | 2:15.99 | 6000   |       |
| 4                 | Euzinete dos Reis    | BRA Brasil         |        |      |       |       |      |       |         | 5778   |       |
| 5                 | Catherine Bond-Mills | CAN Canadá         | 14.14  | 1.73 | 12.94 | 25.08 | 5.78 | 38.31 | 2:18.47 | 5714   |       |
| 6                 | Kim Vanderhoek       | CAN Canadá         | 14.11  | 1.61 | 13.10 | 24.78 | 5.68 | 41.75 | 2:29.37 | 5506   |       |
| 7                 | Neisha Thompson      | JAM Jamaica        |        |      |       |       |      |       |         | 5109   |       |
| 8                 | Minerva Navarrete    | CHI Chile          |        |      |       |       |      |       |         | 4858   |       |